# 유글레나
유글레나(학명: Euglena)는 유글레나과 유글레나속에 속하는 단세포 진핵생물의 총칭으로, 연두벌레라는 이름으로도 일컫는다

## 특징
세계에 약 150종이 분포한다. 몸의 형태는 원뿔 모양이고 그 길이는 0.025-0.254mm 정도이다.
몸 안에 엽록체를 가지고 광합성을 하는 점에서는 식물이라고 할 수 있으나, 몸을 싸는 세포벽이 없고 편모로 유영하며, 또 안점(眼點)으로 빛을 감각하는 점에서는 원생동물의 편모충류로 취급하기도 한다. 즉, 식물과 동물의 중간에 위치한다고 볼 수 있는데 엽록소를 가지고 광합성을 하는 것은 식물적 특성이며, 입이나 수축포를 가지고 자유롭게 움직이는 것은 동물적 특성에 속한다. 또한 편모와 수축포 외에 안점·엽록체·핵 등의 세포기관과 저장물질인 파라밀론을 가지고 있다.
몸은 단세포로 되어 있고, 대부분 가늘고 긴 유선형으로, 몸길이 15-530µm의 나사선 모양으로 꼬인 길쭉한 방추형인데 매우 자유롭게 변형한다. 몸의 앞끝에 플라스크 모양으로 오므라진 세포구가 있고 그 기부로부터 1개의 편모가 나 있다. 편모의 길이는 종에 따라 세포구 밖으로 나오지 않은 것에서부터 몸길이의 2배에 이르는 것까지 있다. 입 가까이에 1개의 붉은 안점과 1-2개의 수축포가 있다. 체내에서 엽록소를 함유하는 원반상이나 방추형 색소체가 있어서 광합성을 하는데, 그 모양과 수는 종에 따라 다르다. 동화 녹말은 색소체의 표면에 부착한다. 빛이나 유기물의 양에 따라서는 부생영양도 행한다. 증식은 종분열로, 봄에서 여름에 걸쳐 대증식하여 물빛을 바꾸는 현상을 일으키는 일이 있다.
대부분 담수산으로 작은 연못이나 도랑에서 흔히 볼 수 있으며 내만(內灣)의 염수역에서도 볼 수 있다. 대부분 맑은 물보다도 유기물을 품고 있는 흐린 물에 생육한다.
대부분이 녹색식물에 있는 엽록소를 가지고 있어 녹색을 띠며 빛 에너지를 이용하고 작은 생물체를 먹기도 한다. 종류에 따라서는 배양하기 쉬우므로 연구용·교재로 많이 이용되어 왔다. 특히 편모운동의 관찰, 주광성(走光性)의 실험 등에서는 낯익은 생물이다. 유글레나의 주광성이란 안점에서 빛을 감지하여 빛이 오는 방향으로 헤엄을 치는 성질을 말한다. 유글레나 그라실리스는 튼튼하고 순수배양을 하기 쉽고 비타민류의 미량검출에 이용된다. 유글레나 에렌베르기이는 대형종이며, 유글레나 키클로피콜라는 가장 소형이다. 유글레나 루브라는 세포질 속에 다량의 빨간 색소 헤마토크롬을 저장하여 빨간 유글레나로 유명하다.